# Мара Чуклева
Мара Николова Чуклева е българска оперетна певица, мецосопран и актриса.

## Биография
Родена е на 14 октомври 1896 г. в Пловдив. От 1912 до 1915 г. учи пеене при Иван Вулпе. Пее в хора на Народната опера и същевременно като ученичка в драматична школа изпълнява малки роли в Народния театър. Тя е един от пионерите на българската оперета. Заедно с Ангел Сладкаров участва в „Маркиз Бонели“ – първата оперетна поставена в България. По-късно заедно с Асен Русков, Матю Македонски и други са привлечени в „Свободен театър“ – първият постоянен оперетен театър в България.
Поради голямо напрежение и преумора заминава да се лекува в Италия. Междувременно „Свободен театър“ я командирова там да специализира сценично изкуство и пеене. Лекува се в Санремо. Ангажирана е от италианската филмова къща „Вай филм“ за главните роли във филмите „Девойката Елиза“, „Eдна фреска от Помпей“, „Месалина“, „В ноктите на собствената си вина“ по Достоевски и др. След двегодишен престой в Рим, благодарение на големия ѝ талант и блестящата интерпретация, тя е ангажирана от известната немска филмова къща „Емелка“ и заминава за Берлин и Мюнхен, където играе главните роли във филмите „Черното лице“, „Дездемона“, „Книгата на сънищата“ в четири серии на „Зелената Мануела“ и др. През 1923 г. директорът на „Свободен театър“ Петър Стойчев пристига в Германия, за да уреди гастроли ѝ в театъра. Тя се представя с голям успех в оперетите „Мадам Помпадур“, „Баядерка“, „Розата на Стамбул“ и др. По това време е смятана за най-добрата българска оперетна актриса. През есента на 1923 г. заминава за Франция, където участва във филма „Мария Антоанета“ и играе с голям успех оперетни и драматични роли в някои театри като „Фемина“ на Шанз-Елизе. По-късно е ангажирана от театър „Шоф Сури“, основан от Никита Балиев. С пътуващия театър на Балиев изнася концерти в Париж, Лондон, Ню Йорк, Вашингтон, Бостън, Филаделфия, Детройт, Сейнт Луис, Индианаполис, Лос Анджелис, Сан Франциско и др. Гастролите им включват и Канада – Торонто, Монреал, Ванкувър и др. След това Мара Чуклева се установява в Ню Йорк, където получава ангажименти за концерти и филми от Морис Гед. Нейните изпълнения са отбелязани от американската и от българската емигрантска преса. Ангажирана още от 1925 г. от „Метро Голдуин Майер“, тя се снима в Холивуд в продължение на 14 години. Някои от по-известните ѝ филми от този период са: „Възкресение“, „Пустинно цвете“, „Керванът“, „Кармен“ и др. Повечето от ролите ѝ в американското, както по-късно и в италианското кино, не са централни. От италианските ѝ филми от този период по-значими са „Желязната корона“, „Търговецът на рубини“ и „Пиратите на Малайзия“. През 1943 г. се завръща в България. Прави опит да поеме пътя на оперетна актриса, но ѝ е отказана работа в съществуващите тогава два оперетни театъра. През 1945 и 1946 г. изнася концерти в София и провинцията и по Българското радио. По-късно здравословното ѝ състояние се влошава и тя живее при тежки битови условия. Около 1959 – 1960 г. получава разрешение от властите да замине за Италия, където по-късно умира.
Личният ѝ архив се съхранява във фонд 1995К в Централен държавен архив. Той се състои от 30 архивни единици от периода 1918 – 1994 г. Голяма част от архива ѝ е унищожен по време на бомбардировките над София през 1943 – 1944 г. Запазените документи са предадени на Централния държавен архив през 1989 и 1993 г. от племенницата ѝ Елена Чуклева.

## Репертоар
Репертоарът ѝ е богат:
- Силва от „Царицата на Чардаша“
- Коджа Гюл от „Розата на Стамбул“
- Марози от „Есенни маневри“
- Мадам Помпадур и Баядерка от едноименните оперети
- главна роля в „Кралица на киното“
- главна роля във „Веселата вдовица“
- главна роля в ”Граф фон Люксембург“.